# Henk Dorgelo
Hendrik Berend Dorgelo (Dedemsvaart, 9 februari 1894 – Eindhoven 6 maart 1961) was een Nederlands natuurkundige en de eerste rector magnificus van de toenmalige Technische Hogeschool Eindhoven (thans Technische Universiteit Eindhoven).

## Biografie
Na de kweekschool wordt Henk Dorgelo onderwijzer. Tijdens de Eerste Wereldoorlog doet hij als dienstplichtig gemobiliseerd officier staatsexamen. Hij gaat wis- en natuurkunde studeren aan de Rijksuniversiteit Utrecht. Na zijn kandidaats in 1919 combineert hij zijn studie, het werk als leraar aan het Christelijk Gymnasium Utrecht en een assistentschap in het laboratorium van prof. dr. L.S. Ornstein. Dorgelo promoveert in 1924 op onderzoek dat aansluit bij gasontladingsfysica. Dit is van belang voor de productie van radiobuizen en dit brengt hem bij Philips Natlab.
In 1925 trouwt hij met zijn oud-leerlinge Hermina Anna (Herna) Plomp. Zij krijgen vier dochters en drie zoons.
In 1927 wordt Dorgelo benoemd tot hoogleraar aan de Technische Hogeschool Delft met als opdracht de studie technische natuurkunde op te zetten. Hij richt in 1941 de Technisch Physische Dienst van TNO en de TH Delft voor onderzoek en ontwikkeling voor de industrie en rijk op en wordt daarvan de bestuursvoorzitter. In datzelfde jaar verschijnt een artikel over Fluittonen, Doppler-effect en trefkans van vallende bommen, waarin Dorgelo uitgebreid wordt geciteerd.
In 1942 neemt prof. dr. Dorgelo de rol van rector van de TH Delft op zich, ondanks de moeilijkheden die de Tweede Wereldoorlog voor de TH brengt. Na internering van een groot aantal studenten volgend op de liquidatie van een NSB'er door het verzet, moeten studenten een loyaliteitsverklaring tekenen om te mogen studeren. De senaat, onder leiding van Dorgelo, gaf het advies deze verklaring te ondertekenen met als argument dat een TH die openbleef van groot belang zou zijn voor de wederopbouw na de bevrijding. Dit advies leidde tot een vertrouwensbreuk met de studenten, want slechts een kwart ondertekende de verklaring. Dorgelo trad in oktober 1943 af als rector en de TH bleef dicht tot het eind van de oorlog. Na de oorlog kregen de studenten die volgens het advies van Dorgelo de verklaring ondertekend hadden te maken met studievertraging, omdat eerst onderzocht werd of ze wel vaderlandslievend waren. Zijn verkeerde beslissing werd Dorgelo door sommigen nog lang kwalijk genomen.
In 1943 trad Dorgelo ook af als presidentkerkvoogd van de Nederlands Hervormde gemeente, een functie die hij 8 jaar had vervuld. Hij trad officieel af op advies van een arts, die hem voorschreef rust te nemen.
Na de bevrijding is sprake van een tweede TH. Minister van Onderwijs mr. J. Cals vraagt Dorgelo als rector magnificus en in 1956 verhuist het gezin Dorgelo weer naar Eindhoven, een teken van eerherstel.
Dorgelo is voorstander van een brede opleiding en trekt naast natuurwetenschappers ook sociale wetenschappers aan voor een afdeling Algemene Wetenschappen. Tevens wordt hij in 1958 lid van de commissie Studium Generale.
Zowel voor als na de opening van de THE in 1957 is Dorgelo vooral bezig met bestuurszaken; hij begeleidt slechts één promovendus, ir. K. Reinsma.
Dorgelo werd tijdens zijn ziekbed of postuum (bronnen verschillen hierover) benoemd tot Ridder in de Orde van de Nederlandse Leeuw. Hij werd begraven op de openbare begraafplaats Oude Toren in Woensel-Elndhoven.

## Trivia
- Dorgelo was Nederlands-hervormd en werd in 1930 in Delft ouderling en kerkvoogd van de Nieuwe Kerk waar hij ook het kerkorgel bespeelde.
- In 1931 was Dorgelo voorzitter van de Nederlandse Natuurkundige Vereniging.
- Tijdens een studiereis naar de VS in de jaren dertig ontmoet Dorgelo de oprichter van de idealistische Oxford-beweging (later Morele Herbewapening), de Amerikaan Frank Buchman. Zelf wordt hij sterk geïnspireerd door dit idealisme.
- In 1964 is een van de wegen langs de campus van de Technische Hogeschool Eindhoven, Professor Doctor Dorgelolaan, naar Dorgelo vernoemd.

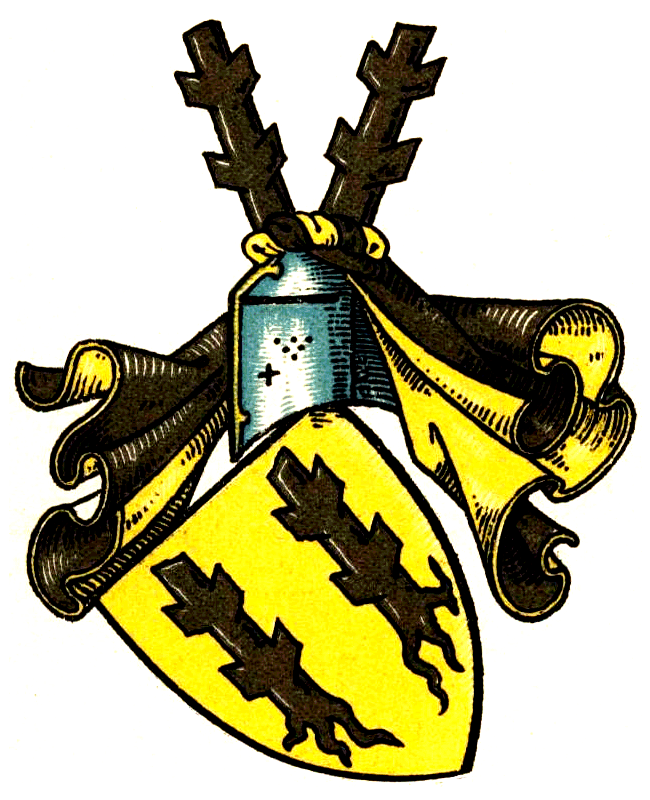
Wapen van het Noord-Duitse geslacht (Von) Dorgelo

- De heer Dorgelo is mogelijk een telg uit een oud Noord-Duits adellijk geslacht.[8] Dit blijkt uit een door de familie gedaan stamboomonderzoek.

## Bron
- De kleine TU/e encyclopedie 1956-2006, Joep Huiskamp, Eindhoven, 2006, ISBN 90-73192-30-7